# カラクム砂漠
カラクム砂漠（カラクムさばく、トルクメン語: Garagum、英語: Karakum Desert）は、中央アジアのトルクメニスタンにある砂漠である。Kara kumとはテュルク系の言語で「黒い砂」を意味する。面積は350,000 km²で、トルクメニスタンの国土の約70％を占める。「死の砂漠」の別名を持つことでも知られている。
西はカスピ海、北はアラル海とトゥラン低地、北東にはアムダリヤ川とキジルクム砂漠がある。
牧畜地帯であるが、アムダリヤ川からのカラクム運河によって灌漑農業も発達している。
この砂漠には保護地域が存在しており、ベレケトリ・カラクム保護区やレペテク自然保護区が代表となっている。